# Slingerapen en wolapen
De slingerapen en wolapen (Atelinae) vormen een onderfamilie van primaten uit de familie grijpstaartapen (Atelidae). Deze onderfamilie omvat vijf geslachten, waarvan de drie nog levende geslachten de slingerapen (Ateles), spinapen (Brachyteles) en wolapen (Lagothrix) zijn.

## Geslachtten en soorten
- Ateles (Slingerapen) (7 soorten)
  - Ateles belzebuth (Witbuikslingeraap)
  - Ateles chamek (Zwartgezichtslingeraap)
  - Ateles fusciceps (Bruinkopslingeraap)
  - Ateles geoffroyi (Zwarthandslingeraap)
  - Ateles hybridus (Bruine slingeraap)
  - Ateles marginatus (Witbrauwslingeraap)
  - Ateles paniscus (Bosduivel, zwarte slingeraap of kwatta)
- Brachyteles (Spinapen) (2 soorten)
  - Brachyteles arachnoides (Zuidelijke spinaap)
  - Brachyteles hypoxanthus (Noordelijke spinaap)
- † Caipora
- Lagothrix (Wolapen) (2 soorten)
  - Lagothrix lagotricha (Gewone wolaap)
  - Lagothrix flavicauda (Geelstaartwolaap)